# 함신영
함신영(1975년 5월 11일 ~)은 대한민국의 배우겸 광고 영상 제작자 및 연출감독이다. 1998년 MBC 27기 공채 탤런트로 선발되었다. 2012년 더함필름을 설립하여 다수의 광고를 제작하고 연출 감독으로 활동하고있다.

## 출연 작품

### 영화
- 《열애》 (2014년) - 슈퍼 주인 역
- 《클레멘타인》 (2004년) - 왕 코치 역
- 《청춘》 (2000년) - 하정태 역
- 《드래곤 투카》 (1996년) - 영만이 역
- 《에스퍼맨과 우뢰매 8》 (1993년) - 기자 역

### 드라마 & 시트콤
- 《언니는 살아있다》 (SBS, 2017년)
- 《불굴의 차여사》 (MBC, 2015년) - 회계팀장 역
- 《칼과 꽃》 (KBS2, 2013년)
- 《사랑아 사랑아》 (KBS2, 2012년)
- 《개인의 취향》 (MBC, 2010년)
- 《개그콘서트 - 현대생활백수》 (KBS2, 2006년)
- 《개그콘서트 - 걸인의 추억》 (KBS2, 2003년)
- 《내 이름은 공주》 (MBC, 2002년)
- 《가을에 만난 남자》 (MBC, 2001년)
- 《결혼의 법칙》 (MBC, 2001년)
- 《사랑은 아무나 하나》 (MBC, 2000년)
- 《세 친구》 (MBC, 2000년)
- 《사랑할수록》 (MBC, 2000년) - 이병태 역
- 《아름다운 선택》 (MBC, 1999년)
- 《안녕 내 사랑》 (MBC, 1999년) - 허인재 역
- 《장미와 콩나물》 (MBC, 1999년)
- 《점프》 (MBC, 1999년)
- 《하나뿐인 당신》 (MBC, 1999년)
- 《MBC 베스트극장 - 아빠 애인의 남자친구》 (MBC, 1999년)
- 《흐르는 것이 세월뿐이랴》 (MBC, 1999년)
- 《해바라기》 (MBC, 1998년)
- 《보고 또 보고》 (MBC, 1998년)
- 《사랑밖엔 난 몰라》 (MBC, 1998년)
- 《남자 셋 여자 셋》 (MBC, 1998년)

### 광고
- 맥도널드
- Little ceasears Pizza
- 드마리스 뷔페
- 에이지오브스톰
- 모두의 마블
- 아쿠아팡팡
- 목엔모가
- 성우메디텍 브랜드 리프레 안마의자, 리소파, 리베드외